# George Clapp Vaillant
George Clapp Vaillant (5 de abril de 1901 - 13 de mayo de 1945) fue un mayista y antropólogo estadounidense. Es reconocido por sus contribuciones al conocimiento de las civilizaciones precolombinas mesoamericanas, muy particularmente de aztecas y mayas.

## Datos biográficos
George Clapp Vaillant nació en Boston, Massachusetts. Asistió para recibir su educación primaria a la escuela Noble y Greenough. Más tarde estudió en la Universidad de Harvard obteniendo su grado en 1922 y su doctorado en antropología en 1927. Su tesis doctoral versó sobre una cronología de la cerámica de la civilización maya. Su trabajo inicial estuvo referido con la secuencia de culturas en el México precolombino.
Durante sus años universitarios trabajó en el Museo Peabody de Arqueología y Etnología. Más tarde realizó una serie de excavaciones en el yacimiento de Pecos, Nuevo México. Fue asignado al Museo de Historia Natural de Washington D. C. donde llegó a ser conservador de la Colección de Arqueología Mexicana de 1941 a 1945. En esta época también fue profesor en diversas universidades. Fue nombrado después agregado cultural de la Embajada estadounidense en Lima, Perú, de 1943 a 1944.
Vaillant condujo varias expediciones arqueológicas en el suroeste de los Estados Unidos, en Egipto y en Mesoamérica. También organizó programas arqueológicos en América Latina. Encabezó tres importantes excavaciones en México en los yacimientos de Zacatenco, Ticomán, y El Arbolillo. Durante sus trabajos en México conoció, mantuvo amistad y una relación profesional con Alfonso Caso, quien a la sazón era director del Instituto Nacional de Antropología e Historia.
Escribió dos libros reconocidos en la actualidad como clásicos de la arqueología mesoamericana del siglo XX: Aztecs of Mexico: Origins, Rise and Fall of the Aztec Nation que terminó en 1941 y cuya segunda edición fue publicada de manera póstuma. El otro libro, Indian Arts in North America, fue escrito en 1939. 
Vaillant fue conocido por la reconstrucción que hizo de la cultura mexica. Sus excavaciones establecieron el marco de referencia para el estudio del periodo preclásico en la parte central de México. Escribió e investigó desde la arqueología hasta los aspectos históricos del México colonial, así como las fuentes de las tradiciones culturales. En la parte final de su carrera participó en las excavaciones de los yacimientos de Chiconautla y Nonoalco, pero la muerte impidió que hiciera las publicaciones del caso. Décadas después Cristina Elson y otros académicos del Museo Americano de Historia Natural completaron el estudio de los artefactos correspondientes a los mencionados sitios e iniciaron la tarea de su publicación.
Vaillant se suicidó en Devone, Pensilvania, en 1945, a los 44 años de edad. Su esposa lo encontró en el patio de su casa con un revólver a su lado y una herida mortal en la cabeza. La última persona en haberlo visto con vida fue su hijo mayor, George Eman Vaillant, reconocido psiquiatra estadounidense, quien tenía entonces 10 años de edad.

## Obra publicada
Destacan entre los trabajos que publicó, los siguientes: 
- (1930) Excavations at Zacatenco. Anthropological Papers vol. 32, no. 1. American Museum of Natural History, New York.
- (1931) Excavations at Ticoman. Anthropological Papers vol. 32, no. 2. American Museum of Natural History, New York.
- (1935) Excavations at El Arbolillo. Anthropological Papers vol. 35, no. 2. American Museum of Natural History, New York.
- (1939) Indian Arts in North America. Harper and Brothers, New York.
- (1941) Aztecs of Mexico: Origin, Rise and Fall of the Aztec Nation. Doubleday Doran, Garden City.